# Traité sur le droit des dessins et modèles
 (mars 2025).
La mise en forme du texte ne suit pas les recommandations de Wikipédia : il faut le « wikifier ».
Les points d'amélioration suivants sont les cas les plus fréquents. Le détail des points à revoir est peut-être précisé sur la page de discussion.
- Les titres sont pré-formatés par le logiciel. Ils ne sont ni en capitales, ni en gras.
- Le texte ne doit pas être écrit en capitales (les noms de famille non plus), ni en gras, ni en italique, ni en « petit »…
- Le gras n'est utilisé que pour surligner le titre de l'article dans l'introduction, une seule fois.
- L'italique est rarement utilisé : mots en langue étrangère, titres d'œuvres, noms de bateaux, etc.
- Les citations ne sont pas en italique mais en corps de texte normal. Elles sont entourées par des guillemets français : « et ».
- Les listes à puces sont à éviter, des paragraphes rédigés étant largement préférés. Les tableaux sont à réserver à la présentation de données structurées (résultats, etc.).
- Les appels de note de bas de page (petits chiffres en exposant, introduits par l'outil «  Source ») sont à placer entre la fin de phrase et le point final[comme ça].
- Les liens internes (vers d'autres articles de Wikipédia) sont à choisir avec parcimonie. Créez des liens vers des articles approfondissant le sujet. Les termes génériques sans rapport avec le sujet sont à éviter, ainsi que les répétitions de liens vers un même terme.
- Les liens externes sont à placer uniquement dans une section « Liens externes », à la fin de l'article. Ces liens sont à choisir avec parcimonie suivant les règles définies. Si un lien sert de source à l'article, son insertion dans le texte est à faire par les notes de bas de page.
- La présentation des références doit suivre les conventions bibliographiques. Il est recommandé d'utiliser les modèles {{Ouvrage}}, {{Chapitre}}, {{Article}}, {{Lien web}} et/ou {{Bibliographie}}. Le mode d'édition visuel peut mettre en forme automatiquement les références.
- Insérer une infobox (cadre d'informations à droite) n'est pas obligatoire pour parachever la mise en page.

Pour une aide détaillée, merci de consulter Aide:Wikification.
Si vous pensez que ces points ont été résolus, vous pouvez retirer ce bandeau et améliorer la mise en forme d'un autre article.
Le Traité sur le droit des dessins et modèles (DLT), également appelé Traité de Riyad sur le droit des dessins et modèles, est un instrument juridique international adopté le 22 novembre 2024 par l'Organisation mondiale de la propriété intellectuelle (OMPI) à Riyad. L’objectif du traité est d’harmoniser une partie des aspects procéduraux du droit des dessins et modèles.
Le traité vise à simplifier à l’échelle mondiale les formalités liées à la protection des dessins et modèles industriels, afin de permettre aux designers de protéger leurs créations plus facilement et à moindre coût sur leur marché national ainsi qu'à l’étranger. 

## Préparation du traité

### 2005
Les discussions sur le DLT ont commencé en 2005, lorsque, lors de sa quinzième session, le Comité permanent du droit des marques, des dessins et modèles industriels et des indications géographiques (SCT) de l'OMPI a décidé de commencer à travailler sur les formalités et procédures d'enregistrement des dessins et modèles. 
Les travaux du SCT ont débuté  avec un questionnaire visant à recueillir des informations sur les procédures et formalités de conception dans les États membres de l’OMPI. Sur la base des réponses au questionnaire  et des contributions de plusieurs organisations observatrices, le SCT a identifié les divergences existantes, les tendances communes et les domaines de convergence possibles, ainsi que les pratiques préférées des utilisateurs. Afin d'éclairer ses travaux, le SCT a également demandé au Secrétariat de préparer un certain nombre de documents d'information, et de réaliser une étude sur l'impact potentiel des travaux du SCT sur le droit et la pratique des dessins et modèles industriels, y compris une analyse des flexibilités offertes aux membres du SCT dans le projet.

### 2005–2022
Au cours des années suivantes, le SCT a examiné en détail un certain nombre d’itérations des projets d’articles et de règlements. Toutefois, deux questions en suspens ont empêché l’Assemblée générale de l’OMPI d’accepter de convoquer une conférence diplomatique jusqu’à la décision décisive de l’Assemblée générale de l’OMPI de 2022. 
Le premier point concernait l’assistance technique et le renforcement des capacités pour mettre en œuvre le DLT. 
La deuxième question concernait une proposition faite en novembre 2015 par le Groupe africain. La proposition consistait à ajouter à l’article 3(1)(a) du projet de DLT (qui établit une liste maximale d’indications ou d’éléments à inclure dans une demande de protection de dessin ou modèle) une exigence non obligatoire de divulgation de l’origine ou de la source des expressions culturelles traditionnelles, des connaissances traditionnelles ou des ressources biologiques/génétiques utilisées ou incorporées dans un dessin ou modèle industriel. Cette proposition n’a toutefois pas bénéficié du soutien unanime de tous les États membres. En 2019, l’ambassadrice Socorro Flores Liera, du Mexique, agissant en tant que facilitatrice, a proposé une solution de compromis. Cette solution de compromis devait ensuite être discutée lors de la Conférence diplomatique. 
Une avancée décisive a eu lieu lorsque la session 2022 de l’Assemblée générale de l’ Organisation mondiale de la propriété intellectuelle (OMPI) au cours de laquelle a été approuvé la convocation d’une conférence diplomatique pour négocier le Traité sur le droit des dessins et modèles (DLT),.

### 2023
En préparation de la Conférence diplomatique, et comme mandaté par la décision de l'Assemblée générale de l'OMPI de 2022, le Comité permanent du droit des marques, des dessins et modèles industriels et des indications géographiques (SCT) s'est réuni en session extraordinaire « pour combler les lacunes existantes à un niveau suffisant » du 2 au 6 octobre 2023, à Genève (Suisse). Cette session a approuvé le texte de la proposition de base qui sera examinée par la Conférence diplomatique, comprenant le projet d’articles et le projet de règlement, ainsi que les propositions faites par les délégations au cours de cette session. En outre, un Comité préparatoire de la Conférence diplomatique s'est réuni du 9 au 11 octobre 2023, également à Genève, pour examiner le projet de dispositions administratives et les clauses finales du traité et pour convenir du projet de règlement intérieur, du projet d'ordre du jour, des dates et du lieu de la Conférence diplomatique,.

## Conférence diplomatique de Riyad de 2024

### Convocation et organisation
La Conférence diplomatique sur l’adoption du DLT s’est tenue à Riyad (Arabie Saoudite), du 11 au 22 novembre 2024. 

### Adoption et signatures
À l’issue de la Conférence diplomatique, le 22 novembre 2024, le DLT a été adopté, avec la participation de 193 États membres de l’OMPI à la cérémonie de signature. 
Le directeur général de l'OMPI, Daren Tang, a déclaré, à l'issue de la conférence diplomatique, à l'occasion de cette adoption : « Après 20 ans et deux longues semaines, nous avons marqué l'histoire aujourd'hui et nous saluons le 28ème traité de l'OMPI, le Traité de Riyad sur le droit des dessins et modèles industriels ». 

## Ratifications et entrée en vigueur
Le DLT doit compter 15 parties contractantes pour entrer en vigueur. 

## Dispositions légales
Les dispositions juridiques du DLT sont les suivantes, telles que présentées par l'OMPI : 
 
- fixer une liste maximale d'indications ou d'éléments que les concepteurs doivent soumettre avec une demande. [...]
- permettre aux demandeurs de choisir la manière dont ils représentent le dessin ou modèle dans une demande (dessins, photographies ou, si l'office de la propriété intellectuelle l'admet, vidéo).
- permettre au demandeur d'inclure plusieurs dessins ou modèles dans une seule demande, sous certaines conditions.
- fixent des conditions pour l'octroi d'une date de dépôt. [...]
- prévoient un délai de grâce de 12 mois à compter de la première divulgation du dessin ou modèle, pendant lequel cette divulgation n'affecte pas la validité de l'enregistrement.
- permettre aux déposants de ne pas publier leurs dessins ou modèles pendant au moins six mois après avoir obtenu une date de dépôt.
- prévoir des mesures d'allégement et offrir une certaine souplesse aux déposants afin d'éviter qu'ils ne perdent leurs droits s'ils ne respectent pas une date limite. [...]
- simplifier la procédure de demande de renouvellement de l'enregistrement d'un dessin ou d'un modèle.
- L'introduction de systèmes de dépôt électronique pour les dessins et modèles et l'échange électronique de documents de priorité se poursuivent.